# 중국민용항공총국
중국민용항공국(中國民用航空總局, 중국어 간체자: 中国民用航空总局, 병음: Zhōngguó Mínyòng Hángkōng Zongjú, 영어: Civil Aviation Administration of China, CAAC)은 중화인민공화국 국무원 직속 행정 기구로 약칭인 중국민항이란 이름으로도 널리 불린다. 중화인민공화국 성립후 국내의 항공 교통을 독점, 정부에서 관할하고 있었지만 1988년에 민영화된 후 여러 항공사로 분리되면서 사실상 취항이 중지되었고 현재는 민간 항공사에 관한 업무를 맡고 있다.

## 역사
1929년 당시 미국 최대의 항공사인 커티스 라이트(영어: Curtiss-Wright)가 중화민국 정부와 합동으로 CNAC(영어: China National Aviation Corporation, 중국항공공사)를 설립했다. 그러나 얼마 되지 않아 장제스와 갈등을 빚은 커티스 라이트는 CNAC를 팬아메리칸 월드 항공에 넘겼다. 제2차 세계대전 동안 일본이 악명 높은 버마로드(영어: Burma road)를 점령하여 공급선을 차단하자 CNAC는 중화민국과 영국령 인도를 잇는 위험한 공급 노선을 개척했다. CNAC의 승무원들은 "나는 호랑이들(Flying tigers)"로 알려진 유명한 미국 비행단과 함께 3만8천회나 히말라야 산맥을 넘나들며 중요한 물자를 수송했다. 중화인민공화국이 설립되었을 때 팬아메리칸 월드 항공은 CNAC의 지분을 팔도록 강요받았다. 그에 따라 여러 주인을 거친 CNAC는 1949년에 설립된 CAAC로 흡수되었다. 같은 해 11월 2일 중국 공산당 정치국 회의에서 인민혁명군사위원회 산하 기구로 중국민용항공국을 설립하는 안건이 타결되었다. 1958년 국무원의 결정에 따라 교통부의 일부 기관이 되었으며 1962년 사명이 변경되었다. 1973년 3월 공산주의 국가 최초로 나리타 국제공항에 취항했으며 1980년 2월 덩샤오핑이 기업화를 해야 한다는 주장이 제기 되었다. 1987년 민항 체제가 개혁 하면서 중국국제항공, 중국동방항공으로 떨어져 나가게 되었고 사실상 취항이 중단되었다. 그와 동시에 관리국의 명칭을 다음과 같이 변경하고 국내의 공항을 관리하는 기구로 변경되었다. 1989년 7월 화물 운송으로 하는 중국 통용 항공 회사가 설립된다. 1990년 이전 민항 업체들이 중국 항공유 비용 총공사와 중국 항공 기재 회사를 설립한다. 1993년 4월 19일 중국민용항공총국으로 개명한다. 2002년 3개의 민간 항공사와 통합하여 관련 기업의 중국 민항 정보 집단 공사, 중국 항공유 비용 집단 공사, 중국 항공기 장비 수출입 집단 회사와 함께 6대 집단 공사로 민항 총국과 분리를 명확하게 하는 것이 결정된다. 2004년 10월 IATA에서 중화인민공화국이 이사회로 선출되었고 같은 해 4월 공항 지역 관리 이양이 완료 전국 공항의 관리 권한 이양이 완료되면서 사실상 체제 개혁이 끝났다. 2008년 3월 현재의 기관명으로 변경되었다.

## 같이 보기
- 중화민국 교통부 민용항공국

## 사건 및 사고
- 중국민항 296편 불시착 사건

## 사진

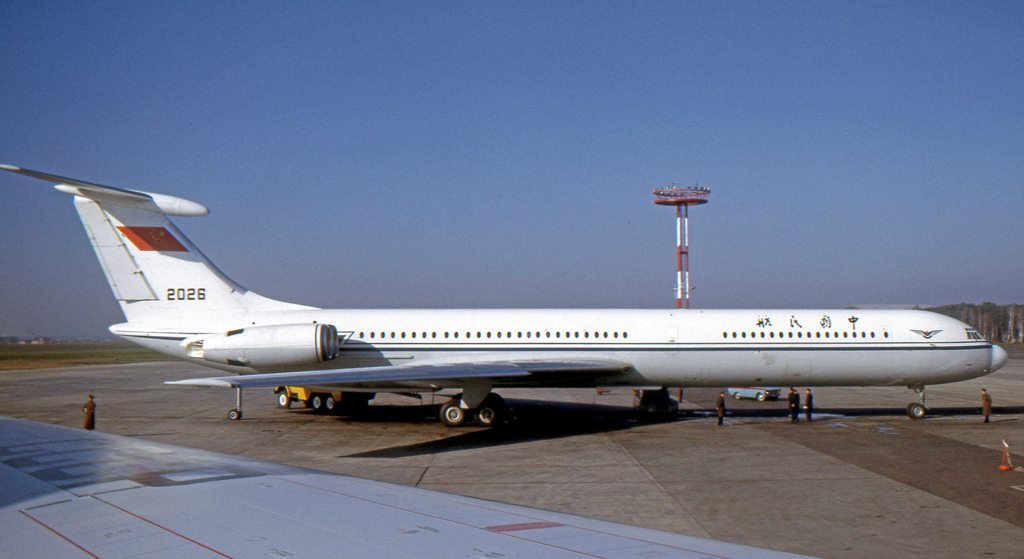
중국민용항공국의 일류신 Il-62
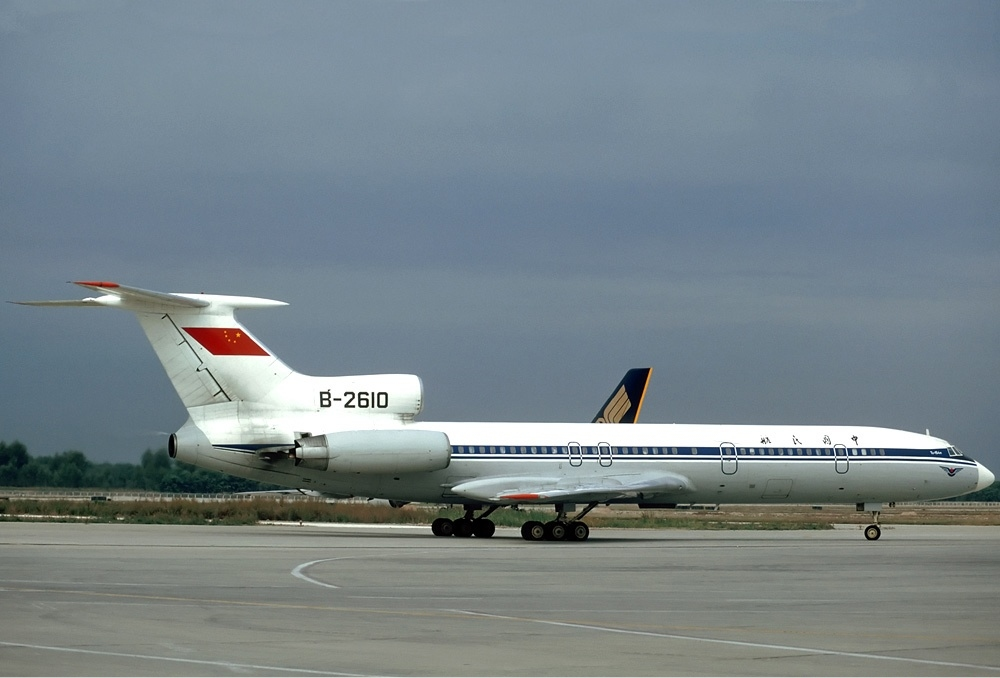
중국민용항공국의 투폴레프 Tu-154
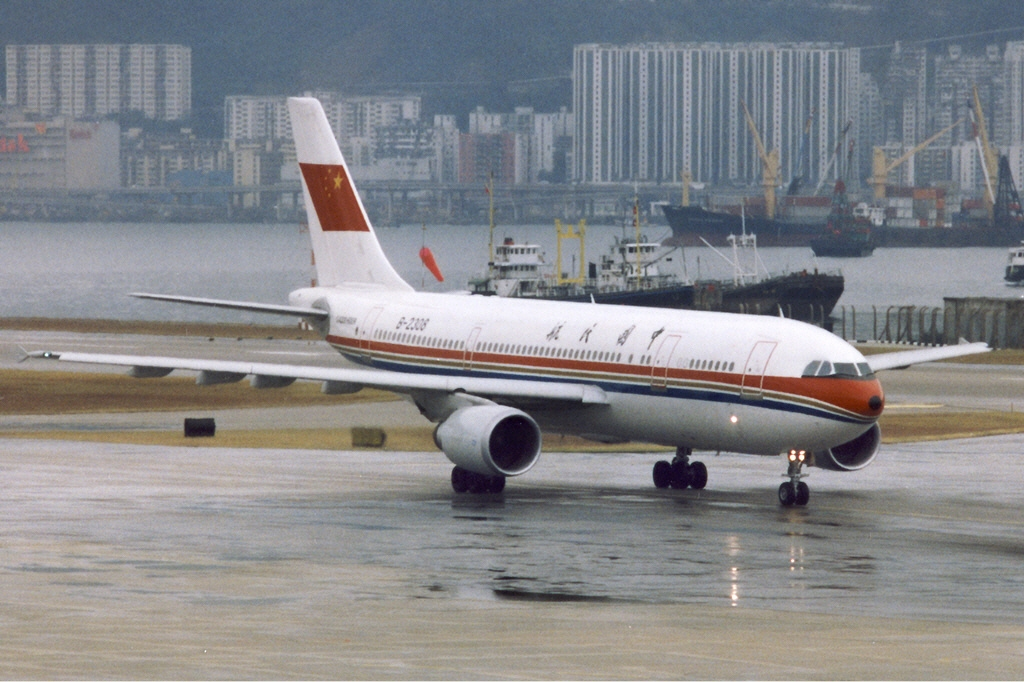
중국민용항공국의 에어버스 A300-600R
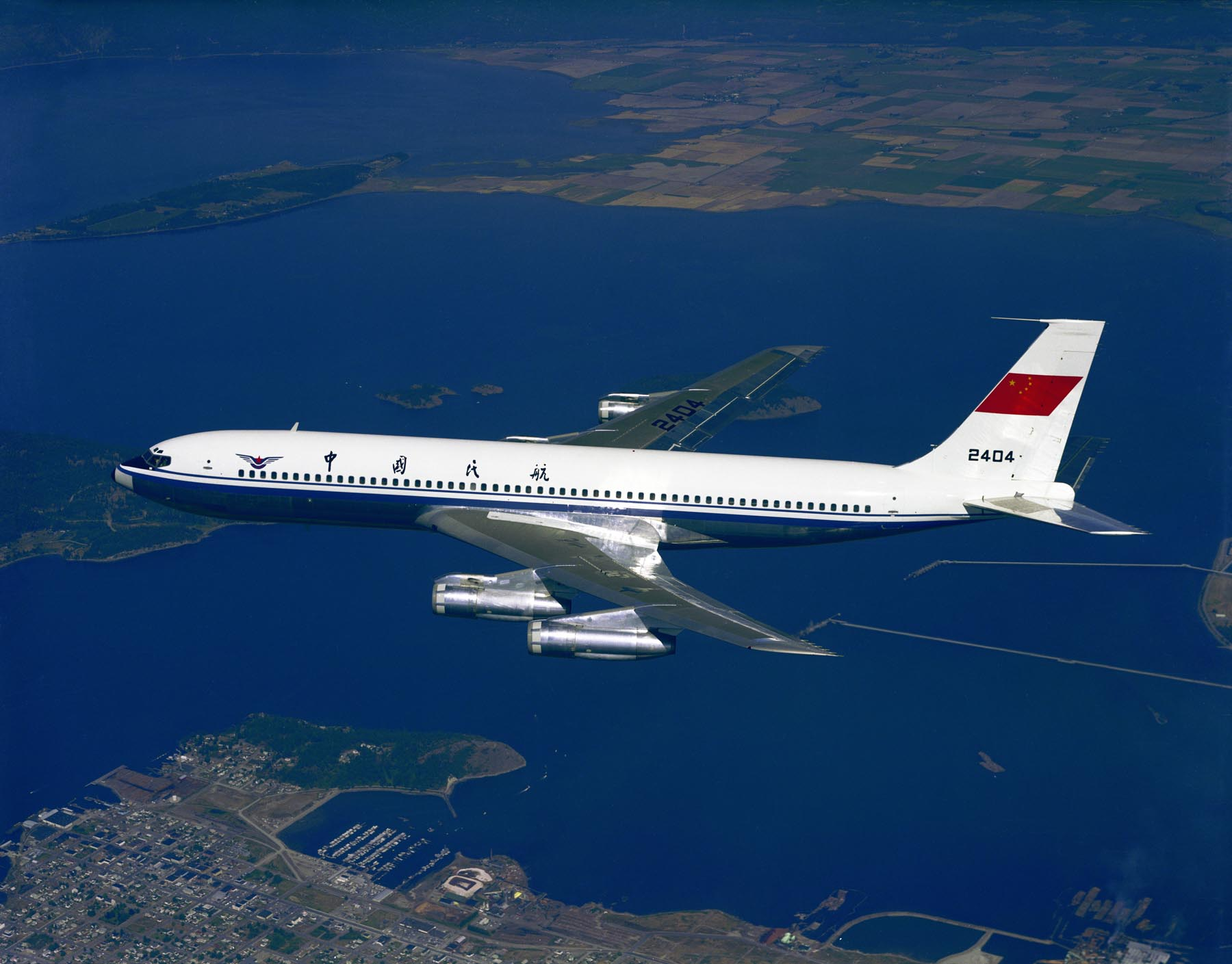
중국민용항공국의 보잉 707-320
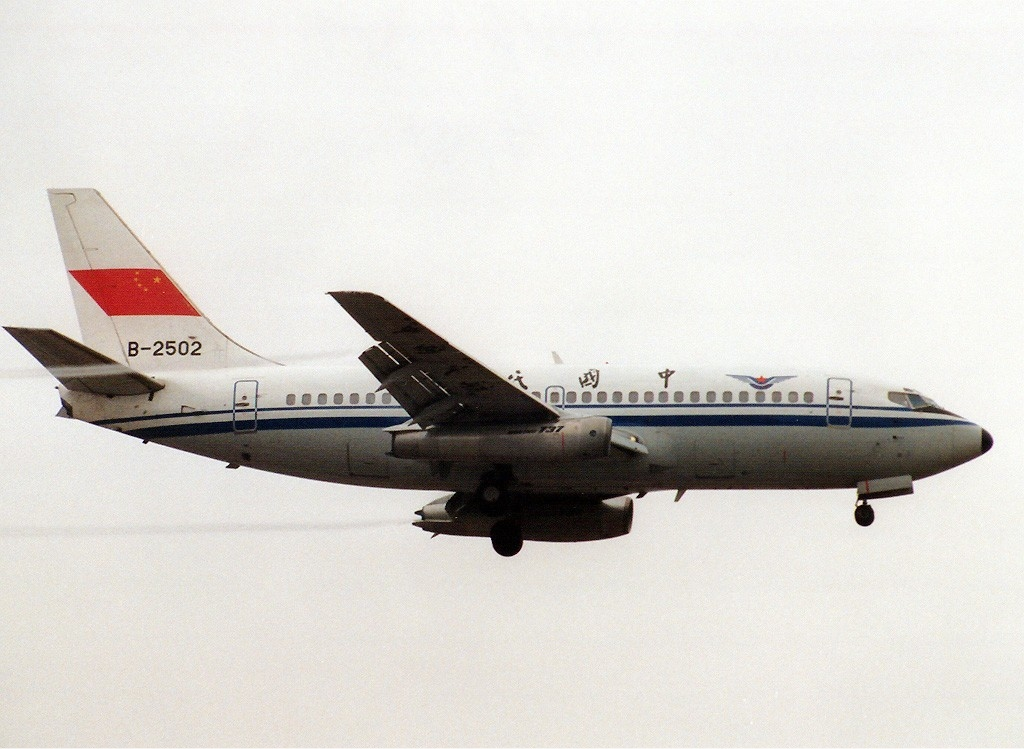
중국민용항공국의 보잉 737-200
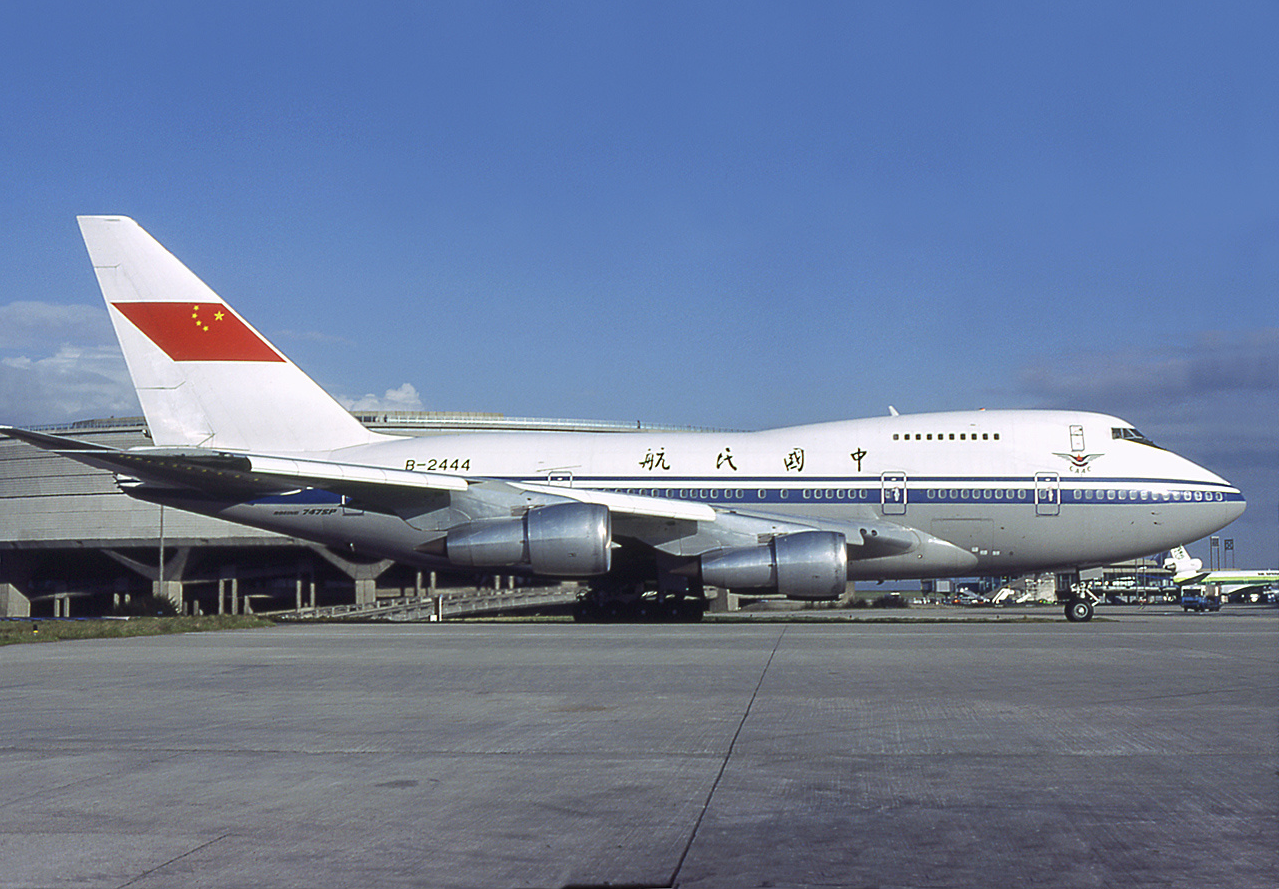
중국민용항공국의 보잉 747SP
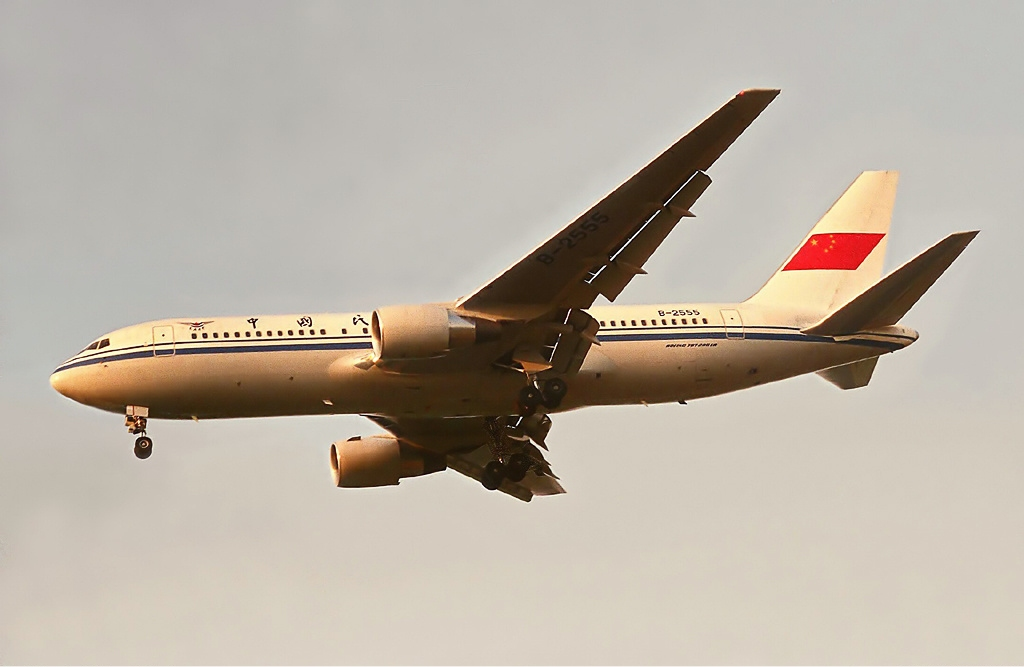
중국민용항공국의 보잉 767-200ER